# Miejscowi – live
Miejscowi - live – trzeci album koncertowy zespołu T.Love Alternative wydany w październiku 1988 roku.
Był to ostatni album zespołu pod tym szyldem (w 1989 roku zespół skrócił nazwę do T.Love).
W 2002 roku album ten doczekał się reedycji (na dysku pierwszym był album podstawowy, a na dysku drugim był album „Chamy idą” z 1985 roku).

## Lista utworów
1. „Mamo, kup mi coś” - 2:59
2. „Nasza tradycja” - 3:25
3. „Liceum” - 2:55
4. „Kovalski (Autobusy i tramwaje)” - 2:45
5. „Świata tego karuzela” - 2:37
6. „Ojczyznę kochać...” - 2:48
7. „Szara młódź” - 5:01
8. „Fank!” - 3:19
9. „My - marzyciele” - 3:53
10. „Ogolone kobiety” - 6:21
11. „Garaż '87” - 3:55

## Muzycy[3]
- Muniek Staszczyk – śpiew
- Andrzej Zeńczewski – gitara
- Rafał Włoczewski – gitara
- Jacek Śliwczyński – gitara basowa
- Piotr Wysocki – perkusja
- Darek Zając – instrumenty klawiszowe
- Waldemar Zaborowski – saksofon